# Johannes Zellweger (politico 1591)
Johannes Zellweger (circa 4 marzo 1591 – Trogen, verosimilmente 1664) è stato un politico svizzero.

## Biografia
Figlio di Conrad Zellweger, fu probabilmente oste e vetraio, come il padre e il figlio. Si sposò prima con Elsbeth Schoch, poi con Katharina Koller e infine con Elisabeth Schiess. Residente a Teufen all'incirca dal 1613, si trasferì a Trogen attorno al 1648.
Dal 1625 fu membro e cancelliere del Consiglio e nel 1627 "capitano" o sindaco di Teufen. Dal 1628 al 1642 fu responsabile cantonale delle costruzioni di Appenzello Esterno, dal 1631 al 1644 inviato alla Dieta federale e dal 1642 al 1646 Landamano. Poiché venne ritenuto l'artefice dell'introduzione della nuova tassa di successione, nel 1646 mancò la rielezione in governo.